# Arsuk

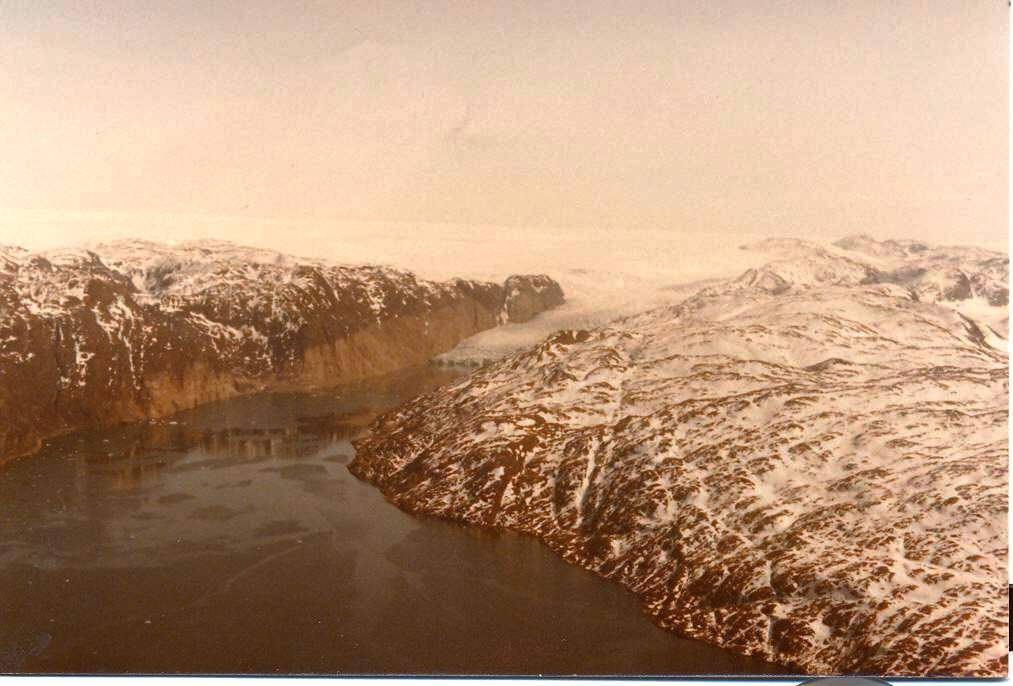
Arsukglaciären

Arsuk är en by i området Västra Grönland i närheten av staden Paamiut, grundad den 1 september 1805. Byn har cirka 170 invånare.
Arsuk är grönländska för den älskade platsen.